# Garein
Garein – miejscowość i gmina we Francji, w regionie Nowa Akwitania, w departamencie Landy.
Według danych na rok 1990 gminę zamieszkiwały 373 osoby, a gęstość zaludnienia wynosiła 7 osób/km² (wśród 2290 gmin Akwitanii Garein plasuje się na 816. miejscu pod względem liczby ludności, natomiast pod względem powierzchni na miejscu 110.).